# Greenfield (Missouri)
Greenfield è un comune degli Stati Uniti d'America, situato nello Stato del Missouri, nella contea di Dade, della quale è il capoluogo.